# Helga Möbius
Helga Maria Möbius, geb. Sehorz (* 1935 in Opava (deutsch Troppau), Okres Opava, Tschechoslowakei) ist eine deutsche Kunsthistorikerin, Hochschullehrerin und Autorin.

## Leben
Helga Möbius studierte Kunstgeschichte an der Universität Jena. Ihre ersten Veröffentlichungen waren Kirchenführer in der Reihe Das christliche Denkmal im Union Verlag Berlin. Sie war die erste Frau des Kunsthistorikers Friedrich Möbius, mit dem sie auch gemeinsam erfolgreiche Bildbände (mit Fotos von Klaus G. Beyer) zu mittelalterlichen Kirchen in der DDR und ihrer Ornamentik veröffentlichte. 1970 wurde sie an der Universität Halle mit einer Dissertation zur romanischen Bauornamamentik in Mitteldeutschland promoviert.
1975 trennte sich das Ehepaar, und Helga Möbius zog nach Berlin. Von Oktober 1975 bis 1979 war sie Sekretärin für Kunstwissenschaften beim Verband Bildender Künstler der DDR. Seit 1979 wirkte sie als wissenschaftliche Oberassistentin an der Berliner Humboldt-Universität, wo sie sich 1988 bei Harald Olbrich mit einer Arbeit über das niederländische Bildnis im 17. Jahrhundert habilitierte. Schon 1982 hatte sie gemeinsam mit Olbrich einen Aufsatz mit dem programmatischen Titel Überlegungen zu einer sozialwissenschaftlichen Kunstgeschichte veröffentlicht, „in dem sie im Rahmen einer marxistischen Kunstwissenschaft eine Neuausrichtung versuchten, die stärker als zuvor das Kunstwerk in den Mittelpunkt der kunstwissenschaftlichen Arbeit stellen sollte“. 1986 konnte sie als Reisekader „mit internationalem Renommee für Mittelalterforschung“ an der von Daniela Hammer-Tugendhat organisierten 3. Kunsthistorikerinnen-Tagung in Wien teilnehmen. Von 1989 bis zum Eintritt in den Ruhestand 1997 lehrte Möbius an der Humboldt-Universität als Hochschuldozentin.
Im Ruhestand lebt sie gemeinsam mit Harald Olbrich in Konz bei Trier.
Helga Möbius forschte und veröffentlichte insbesondere zur mittelalterlichen Kunstgeschichte. In ihrer Zeit in Berlin wandte sie sich der Kulturgeschichte der Frau im Barock zu. In der Zeit der Wende analysierte sie kunsthistorisch aus feministischer Perspektive die Frauenfiguren in städtischen Räumen der DDR.

## Werke
- Stadtkirche St. Marien zu Freyburg/Unstrut. Berlin: VOB Union 1957 (= Das christliche Denkmal 33)
- Die Liebfrauenkirche zu Arnstadt. Berlin: Union 1959 (= Das christliche Denkmal 46)
  - 2. Auflage 1981, Nachdruck Regensburg: Schnell und Steiner 1995 (= Kleine Kunstführer Nr. 1997)
- Der Dom zu Merseburg. Berlin: Union 1960 (= Das christliche Denkmal 44/45), 2. Auflage 1970
- mit Friedrich Möbius: Sakrale Baukunst: Mittelalterliche Kirchen in der Deutschen Demokratischen Republik. Berlin: VOB Union 1963
  - Lizenzausgabe: Sakrale Baukunst: Mittelalterliche Kirchen zwischen Werra und Oder. Würzburg; Wien: Zettner 1964
  - (engl.) Mediaeval Churches in Germany: Saxony, Thuringia, Brandenburg and Mecklenburg. Leipzig: Edition Leipzig 1964
  - (frz.) Architecture religieuse en Allemagne: Saxe, Thuringe, Brandebourg, Mecklenbourg. Leipzig: Edition Leipzig 1964
- Der Dom zu Magdeburg. 3., überarb. Aufl., Berlin: Union 1969 (= Das christliche Denkmal 50/51), 4. Auflage 1974
- Studien zur mittelalterlichen Bauornamentik in Sachsen, Thüringen und der Mark Brandenburg. Halle, phil. Diss. 1970
- Die gotischen Kirchen in Heiligenstadt. Berlin: Union 1972 (=	Das christliche Denkmal 87/88)
- Das Liebfrauenkloster in Magdeburg. Berlin: Union 1972 (= Das christliche Denkmal 84)
- Bibliographie zur thüringischen Kunstgeschichte. Berlin: Akademie-Verlag 1974 (=	Schriften zur Kunstgeschichte 16)
- mit Friedrich Möbius: Ecclesia ornata: Ornament am mittelalterlichen Kirchenbau. Mit Aufnahmen von Klaus G. Beyer. Berlin: Union 1974; 2. Auflage 1978
  - Lizenzausgabe: Bauornament im Mittelalter: Symbol und Bedeutung.	Wien: Edition Tusch 1974, ISBN 978-3-85063-035-1, 2. Auflage 1978
  - Lizenzausgabe: Ornamentale Kunst an gotischen und romanischen Kirchen. Zürich: Buchclub Ex Libris 1978
- Die Stiftskirche zu Gernrode. 3. Auflage Berlin: Union 1976 (= Das christliche Denkmal 68)
- (Hrsg.) 30 Jahre Kunst und Kunstpolitik der DDR: Rostock, 24. - 25. März 1976; gekürztes Protokoll. Berlin: Verband Bildender Künstler der DDR, Sekt. Kunstwissenschaft 1976
- Passion und Auferstehung in Kultur und Kunst des Mittelalters. Berlin: Union 1978
  - Lizenzausgabe Wien: Edition Tusch 1979, ISBN 978-3-85063-087-0
- Die Frau im Barock. Leipzig: Edition Leipzig 1982 (= Das Bild der Frau)
  - Lizenzausgabe Stuttgart; Berlin; Köln; Mainz: Kohlhammer 1982, ISBN 978-3-17-007723-2
  - (engl.) Woman of the baroque age. Leipzig: Edition Leipzig 1983
  - auch Totowa, NJ: Allanheld, Osmun & Co. - Montclair, NJ : Abner Schram 1984
  - (frz.) La femme à l’age baroque. Paris: Presses Universitaires de France 1985
  - (poln.) Kobieta baroku. Warszawa: Wydawnictwa Artystyczne i Filmow 1986, ISBN 83-221-0380-8
- (Bearb.) Deutsche Kunstdenkmäler: Bezirke Erfurt, Gera, Suhl. Aufnahmen von Klaus G. Beyer, 2., verbesserte Auflage, Leipzig: Edition Leipzig 1986, ISBN 978-3-361-00072-8
  - Lizenzausgabe: Deutsche Kunstdenkmäler: Thüringen. [dieser Bd. behandelt d. Bezirke Erfurt, Gera u. Suhl] 2., verb. Auflage, Darmstadt: Wissenschaftliche Buchgesellschaft 1986
  - 3. Auflage Leipzig: Edition Leipzig 1990, ISBN 978-3-361-00072-8; Darmstadt: Wiss. Buchges. 1990, ISBN 978-3-534-03120-7
- Studien zum holländischen Porträt im 17. Jahrhundert. Berlin, Humboldt-Univ., Diss. B, 1988
- mit Harald Olbrich: Holländische Malerei des 17. Jahrhunderts. Leipzig: Koehler & Amelang 1990, ISBN 978-3-7338-0059-8
- Frauenfiguren in städtischen Räumen der DDR. In: Feministische Studien 8 (1990), S. 123–128 doi:10.1515/fs-1990-0112
- Heiligenstadt, St. Marien. München; Zürich: Schnell & Steiner 1992 (= Kleine Kunstführer Nr. 2002)
- Heiligenstadt, St. Martin. Passau: Kunstverlag Peda 1994, ISBN 978-3-930102-22-8 (= Peda-Kunstführer 117)
- Heiligenstadt, St. Ägidius. Passau: Kunstverlag Peda 1995, ISBN 978-3-930102-70-9 (= Peda-Kunstführer 313)
- mit Harald Olbrich: Mit Tugend ist sie wohl geziert: das Barock. (= Frauenleben) Hamburg: Kabel [1994] ISBN 978-3-8225-0291-4